# 三浦章
三浦 章（みうら あきら、1956年12月31日 - ）は、日本の実業家。パンパシフィック・カッパー代表取締役社長や、JX金属取締役副社長、硫酸協会会長、触媒資源化協会会長などを歴任した。

## 来歴・人物
青森県出身。1980年東北大学法学部卒業、日本鉱業入社。2012年JX日鉱日石金属執行役員。2014年JX金属常務取締役。触媒資源化協会会長を経て、JX金属及びパンパシフィック・カッパーチリ事務所長としてチリに赴任し、2016年パンパシフィック・カッパー取締役副社長。日智商工会議所理事も務め、2017年からはパンパシフィック・カッパー代表取締役社長として、パンパシフィック・カッパー佐賀関製錬所の拡充や、カセロネス銅鉱山の安定化などにあたった。2019年からJX金属取締役副社長も兼務し、硫酸協会会長も務めた。